# 台湾地杨梅
台湾地杨梅（学名：Luzula taiwaniana）为灯心草科地杨梅属下的一个种。

## 扩展阅读
- 維基物種上的相關：台湾地杨梅